# سام بريل
سام بريل (بالإنجليزية: Sam Brill)‏ هو لاعب كرة قدم أمريكي في مركز الدفاع، ولد في 6 سبتمبر 1985 في نيوتن في الولايات المتحدة. لعب مع ساتشسين لايبزيغ ونادي ليونغسكايل ونيو إنغلاند ريفولوشن.